# Clown-Walk
Le Clown-Walk (nommé aussi C-Walk) est une danse issue du Crip-Walk ou « marche Crip », une danse de gang américain, les Crips. Son nom signifie littéralement « marche (du/en) clown ».

## Histoire
Le Clown-Walk est une adaptation du Crip-Walk, ensemble de pas de danse qu'un membre du gang américain des Crips peut exécuter à diverses occasions : meurtre d'un membre des Bloods — principal gang rival —, pour l'arrivée d'un nouveau membre dans le gang, pour avertir de l'arrivée des forces de l'ordre, pour témoigner son respect, etc. Ces pas se popularisèrent rapidement et dépassèrent le cadre du gang. Si le Clown-Walk se développe loin des histoires de gangs, il est souvent amalgamé avec le Crip-Walk sous le terme de C-Walk, les deux noms commençant par C.

## Différences avec le Crip-Walk
Le Clown-Walk est souvent plus rapide et plus libre que le Crip-Walk, ce qui lui permet d'être plus varié. Cependant, les mouvements de base sont communs. Le Crip-Walk est plus lent avec des pas plus appuyés, il respecte le beat (rythme). Ils se dansent généralement sur de la musique hip-hop.

## Mouvements de base
Les mouvements de base sont V, shuffle, heeltoe, x-hop et gansta hop ; ce sont essentiellement des mouvements de jambes, de nombreuses variations sont possibles et le style est propre à chaque danseur.